# Henry Cullen Adams
Pour les articles homonymes, voir Henry Adams et Adams.
Henry Cullen Adams (né le 28 novembre 1850 à Verona (New York), mort le 9 juillet 1906 à Chicago) est un homme politique américain, représentant républicain du Wisconsin au Congrès américain.

## Biographie
Né en 1850 dans l'état de New York, Adams a grandi dans une ferme du sud du Wisconsin. Il étudie à l'Université du Wisconsin à Madison. Élu en 1902 à la Chambre des représentants des États-Unis, il a été représentant au Congrès de 1903 jusqu'à sa mort en 1906, et a travaillé en particulier sur le Federal Meat Inspection Act (en) et le Pure Food and Drug Act.

## Sources
- American National Biography, vol. 1, p. 93